# Етрурска уметност
Етрурска уметност (расенска уметност) је уметност древног народа Етрураца (Расена), који су живели у средњој Италији од 9. - 3. века п. н. е. Од око 600. п. н. е. она је под великим утицајем грчке уметности, коју су Етрурци увезли, мада су увек задржавали особене карактеристике. У овој традицији су посебно биле заступљене скулптуре у теракоти (нарочито саркофази релалне величине или храмови), зидно сликарство и метални радови углавном од бронзе. Накит и резбарени драгуљи високог квалитета су произвођени.
Етрурска скулптура од ливене бронзе била је позната и нашироко се извозила, али је сачувано релативно мало великих примерака (материјал је био превише вредан, те је касније рециклиран). За разлику од теракоте и бронзе, било је релативно мало етрурских скулптура у камену, упркос томе што су Етрурци контролисали фине изворе мермера, укључујући карарски мермер, који да изгледа није био експлоатисан све до доба Римљана.
Велика већина преживелих узорака потиче је из гробница, које су обично биле пуне саркофага и загробних предметима, и теракотних фрагмента архитектонске скулптуре, углавном око храмова. Гробнице су произвеле све зидне фреске, које приказују сцене гозбе и неке наративне митолошке теме.
Бучеро производи у црној боји били су рани и домаћи стилови фине етрурске грнчарије. Постојала је и традиција разрађеног етрурског вазног сликарства, која је произашла из грчког еквивалента; Етрурци су били главно извозно тржиште за грчке вазе. Етрурски храмови су били богато украшени шарено обојеним антефиксима од теракоте и другим елементима, који су у великом броју преживели тамо где је дрвена надградња нестала. Етрурска уметност је била снажно повезана са религијом; загробни живот је био од великог значаја у етрурској уметности.

## Настанак и карактеристике
Етрурци су први користили лучне конструкције и од њих су их преузели и усавршили Римљани. Порекло Етрураца у историјском, културном и уметничком погледу, стручњаци вежу за Малу Азију и стари Блиски исток. По мишљењу археолога, процват етрурске цивилизације почео је око 700. п. н. е. Сачувани су многи споменици етрурске цивилизације по којима се види да је она била слична грчкој у вријеме архајског периода.
Етрурска култура се развијала на подручју данашње централне Италије од 9. - 3. века п. н. е. када Етрурски градови падају под власт Рима који преузима и развија ову културу. У оквиру античке уметности етрурска уметност ствара посебну и специфичну групу, иако се увелико ослања на грчке изворе (особито у сликарству и керамици, преко увезених предмета из грчких колонија на југу Италије).

## Архитектура
Етрурска архитектура ће касније пресудно утицати на развој римске, али мало се сачувало архитектонских споменика, углавном градска врата и зидине (Перуђа) и остаци тзв. тусканских храмова. Етрурски храм је на високом постољу с троделном основом, у складу с култом који је сродна божанства повезивао у тријаду, што показују остаци храмова у Фалерији и Орвиету.
Најзначајнији примери ове културе је тзв. сепулкрална (гробна) архитектура. Етрурско веровање у загробни живот је вера да човек наставља живот на месту на којем је покопан, то веровање утицало је на схватање да је гроб прави и одговарајући дом мртвих. Они најприје развијају гробнице кружног типа тзв. тумуле из 7. века п. н. е. Тумули су подземни кружни гробови израђени од великих комада камена, наткривени лажном куполом и покривени земљом. Касније се развија тип гробница клесаних у стени које обавезно имају централну просторију, а до њих се долази дугачким ходником. Ти ходници су пресвођени редовима камена постављеним тако да је сваки други више избачен у простор како би се обликовала два унутрашња нагиба. После се гробне коморе уграђују у стене, каткад с архитектонски изведеном фасадом (Орвието).

## Скулптура
Изнутра су раскошно уређени (саркофази, зидне слике) и препуне су богатих прилога (посуђе, накит, оружје, украсни и употребни предмети – посебно бронзана огледала).
Тумули су добили имена према главним мотивима својих зидних слика, проналазачима или према народним називима.
Значај веровања у загробни живот показује и израда саркофага који су састављени од сандука на којима обавезно лежи скулптура покојника. На предњој страни саркофага најчешће се налази плитак рељеф схваћен као цртеж, а не као пластика. Гробове у унутрашњости су Етрурции осликавали. Задатак тих цртежа био је остварити атмосферу сличну дому у тежњи да се од гроба створи околина у којој је покојник живео.
Реалистичку фигуралну и орнаменталну декорацију храмова радили су углавном у теракоти, коју су често осликавали (глава Хермеса из Веија, многобројни саркофази и стеле), а постоје и изузетно дела у бронзи (Капитолска вучица, Химера из Ареза, Марс из Тодија, итд.).

## Сликарство
Најбоља остварења етрурске уметности су зидне слике у гробним коморама. Најстарије потичу из 6. века п. н. е. а најзначајније су оне из гробова у Таркуинији и Хиусију. На зидовима тумула се приказују гозбе са свирачима и плесачима, јахачи, лов и риболов, погребне свечаности и пејзажи, и на такав се начин покушава оживети покојников друштвени живот. Осим ових мотива, приказују се атлетске игре и надметања јер се вјеровало да ће се на тај начин део снаге који је потребан за ове вештине пренети и на покојника.
Стилски ове слике следе грчко сликарство, али су изражене етрурске особености: реализам, природност у држању и покретима ликова те приказивање пејзажа. У доба хеленизма тематика постаје озбиљнија сликају се призори из митова о боговима подземља и демонима смрти. Етрурске зидне слике једини су сачувани споменици монументалног античког сликарства пре римског раздобља.

## Примењене уметности
Дела уметничког обрта од 7. до 5. века п. н. е. изузетног је квалитета и техничког савршенства (керамика, накит, предмети свакодневне употребе и оружје), те одаје грчке утицаје. Од 4. века п. н. е. квалитет ових радова опада.